# پالمارس
پالمارس (انگلیسی: Palmares) یا کویلومبوی پالمارس، یک کویلومبو یعنی جامعه‌ای مخلوط از بردگان فراری و دیگران در برزیل مستعمره بود که از سال ۱۶۰۵ تا سرکوب آن در سال ۱۶۹۴ توسعه یافت. این محل در نایب‌الملک‌نشین پرنامبوکو، در ایالت آلاگواس برزیل امروزی قرار داشت که اکنون شهرداری یونیائو دوس پالمارس می‌باشد.

## پیشینه
امروزه نام مدرن این جامعه کویلومبوی پالمارس است. کویلومبوها عمدتاً محل سکونت بازماندگان آفریقایی‌های برده و متولد شدگان آزاد آنها بود. کویلومبوها زمانی به وجود آمدند که آفریقایی‌ها در اواسط دهه ۱۵۳۰ وارد برزیل شدند و با گسترش برده‌داری رشد چشمگیری پیدا کردند.
هیچ سند معاصری به نام پالمارس کویلومبو در دست نیست. اما از اصطلاح موکامبو استفاده شده است.
پالمارس نه تنها محل زندگی بردگان آفریقایی فراری بود، بلکه همچنین بومیان، کابوکلوس‌ها، و مهاجران فقیر یا حاشیه‌نشین پرتغالی، به‌ویژه سربازان پرتغالی بود که سعی می‌کردند از خدمت اجباری سربازی فرار کنند.

## تکنیک‌های مبارزه
اگرچه اغلب استدلال می‌شود که ساکنان پالمارس با استفاده از نوعی هنرهای رزمی به نام کاپوئرا از خود دفاع می‌کردند، اما هیچ منبع مستندی در این مورد وجود ندارد. بیشتر گزارش‌ها آنها را مسلح به نیزه، کمان، تیر و تفنگ توصیف می‌کنند.

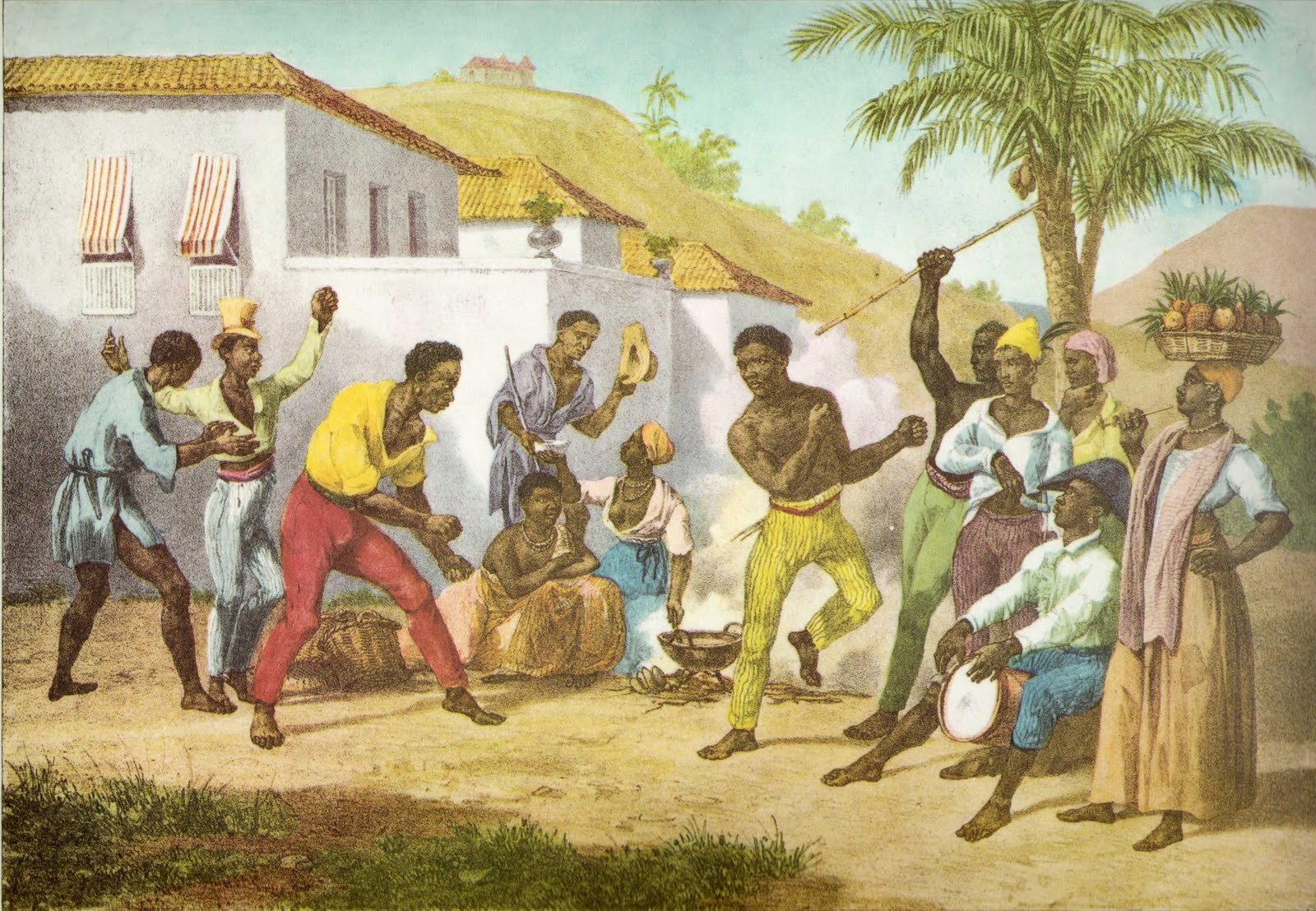
کاپوئرا یا رقص جنگ اثر یوهان موریتز روگنداس (۱۸۲۵)

آنها می‌توانستند با تجارت با پرتغالی‌ها و اجازه دادن به دام‌داران کوچک برای استفاده از زمین‌هایشان اسلحه به دست آورند. جنگ چریکی رایج بود. ساکنان پالمارس همچنین با استفاده از آشنایی که از زمین خود داشتند خود را استتار می‌کردند و حملات غافلگیرانه‌ای را به نفع خود انجام می‌دادند. علاوه بر این اماکن و استحکامات پالمارس دارای حصارها، دیوارها و تله‌ها بود.

## تاریخ‌نگاری
مورخ آلیدا متکالف به اکتشافات باستان‌شناسی اخیر در سایت پالمارس اشاره می‌کند که «نفوذ گسترده هند را آشکار می‌کند» تا در مورد «تصویری از جامعه به‌عنوان جامعه‌ای که هم توسط هندی‌ها و هم آفریقایی‌ها به دنبال آزادی شکل گرفته است» استدلال کند.